# 金尾星额蜂鸟
金尾星额蜂鸟（学名：Coeligena eos）是蜂鸟科星额蜂鸟属的物种，是委内瑞拉特有鸟类。

## 分类
世界鸟类学家联合会（IOC）、Clements、世界鸟类手册（HBW）都承认锈胸星额蜂鸟是独立物种，美国鸟类学会的南美洲分类委员会将其视为领星额蜂鸟的一个亚种，但也在提议将其承认为单独的物种。